# 성 파트리치오 십자

성 파트리치오 십자

성 파트리치오 십자(영어: Saint Patrick's Cross)는 하얀색 바탕에 그려진 붉은색 X자 모양의 십자(성 안드레아 십자)를 뜻한다. 성 파트리치오는 아일랜드섬의 수호 성인이다.
1783년 성 파트리치오 훈장이 신설된 뒤부터 1922년 아일랜드 자유국이 수립되기 전까지 성 파트리치오 십자기(Saint Patrick's Flag)는 아일랜드를 상징하는 기로 여겨졌지만 아일랜드 민족주의 진영은 영국에 의해 만들어진 아일랜드의 상징이라며 거절했다.
성 파트리치오 십자는 성 게오르기우스 십자(잉글랜드), 성 안드레아 십자(스코틀랜드)와 함께 영국의 국기를 구성하는 세 개의 십자 가운데 하나이기도 하다.

## 같이 보기
- 북아일랜드의 국기 문제